# Campoplex albator
Campoplex albator är en stekelart som beskrevs av Aubert 1974. Campoplex albator ingår i släktet Campoplex och familjen brokparasitsteklar. Inga underarter finns listade.